# مقطية (حرض)

تعديل مصدري - تعديل

مقطية هي إحدى قرى عزلة بني الحداد بمديرية حرض التابعة لمحافظة حجة، بلغ تعداد سكانها 68 نسمة حسب تعداد اليمن لعام 2004.